# Ulmeni (Buzău)
Pour les articles homonymes, voir Ulmeni.
Ulmeni est une commune du județ de Buzău en Roumanie.